# Морской генеральный штаб
Морской генеральный штаб  (МГШ, генмор) — высший оперативно-стратегический орган управления ВМФ (ВМС). 

## История
В Российской империи был впервые создан 24 апреля (7 мая) 1906 года. Входил в состав Морского министерства. МГШ был подчинён министру, но его начальник получил право Всеподданнейшего доклада в присутствии министра. Функционировал наряду с Главным морским штабом (ГМШ). Одновременно с созданием МГШ было упразднено оперативное управление при Главном морском штабе. Временным положением на штаб возлагались функции сбора и обработки сведений об общем положении и о силах и средствах иностранных государств, сбор и обработка данных по отечественному флоту,  разработка вопросов по общей организации службы на флоте, разработка уставов, правил службы и инструкций, касающихся боевой подготовки флота, переписка по военно-политическим вопросам и общее заведование "Морским сборником".
Ведал разработкой планов войны на море, судостроительных программ, подготовки флота, изучением иностранных флотов, а также направлял и координировал деятельность Военно-морского отделения Морской академии, Лиги обновления флота, Добровольного флота и др. общественных морских организаций.
Впервые идею о создании МГШ высказал в 1888 году вице-адмирал И. Ф. Лихачёв.
Накануне Первой мировой войны (1914—1918) МГШ состоял из трёх основных частей: оперативной, организационно-тактической, статистической, а также исторической и канцелярии. После революции 1917 года неоднократно реорганизовывался, его функции и полномочия непрерывно менялись. В августе 1921 года был расформирован, его функции перешли к Морскому штабу Республики, а затем после ряда изменений с 1955 года — Главному штабу ВМФ.
В СССР Морской генеральный штаб существовал короткое время, будучи создан 28 февраля 1950 года в связи с образованием Военно-морского министерства. Отвечал за оперативно-стратегическое и мобилизационное планирование, обеспечение заданного уровня боевой подготовки ВМФ, разработку вопросов военно-морской теории и др. В связи с упразднением министерства 16 марта 1953 года был реорганизован в Главный морской штаб ВМФ.

## Начальники Морского генерального штаба российского флота
- апрель 1906 — август 1908 — капитан 1-го ранга, с 1907 контр-адмирал Л. А. Брусилов
- август 1908 — октябрь 1911 — контр-адмирал А. А. Эбергард
- октябрь 1911 — февраль 1914 — контр-адмирал А. А. Ливен
- апрель 1914 — март 1917 — вице-адмирал А. И. Русин
- апрель — июнь 1917 — контр-адмирал М. А. Кедров
- июль — 15 ноября 1917 — контр-адмирал А. П. Капнист

## Начальники Морского генерального штаба Советской России
- ноябрь 1917 — апрель 1919 — капитан 1-го ранга Е. А. Беренс
- апрель 1919 — апрель 1920 — А. Н. Мелентьев

## Начальники Морского генерального штаба ВМФ СССР
- март 1950 — август 1952 — адмирал А. Г. Головко
- август 1952 — апрель 1953 — вице-адмирал В. А. Фокин